# Chorizanthe procumbens
Chorizanthe procumbens Nutt. – gatunek rośliny z rodziny rdestowatych (Polygonaceae Juss.). Występuje naturalnie w północno-zachodnim Meksyku (w stanie Kalifornia Dolna) oraz południowo-zachodnich Stanach Zjednoczonych – w Kalifornii. 

## Morfologia
PokrójRoślina jednoroczna dorastająca do 5–40 cm wysokości. Pędy są owłosione.
LiścieBlaszka liściowa liści odziomkowych ma odwrotnie lancetowty kształt. Mierzy 10–30 mm długości oraz 1–7 mm szerokości. Ogonek liściowy jest owłosiony i osiąga 5–20 mm długości.
KwiatyZebrane w wierzchotki jednoramienne, rozwijają się na szczytach pędów, w kątach wewnętrznych listków okrywy (ang. phyllaries). Okwiat ma kształt od obłego do dzwonkowatego i barwę czerwono-zielonkawą, mierzy do 2–3 mm długości.
OwoceNiełupki o soczewkowatym kształcie, osiągają 2–3 mm długości.

## Biologia i ekologia
Rośnie w chaparralu, zaroślach oraz na murawach. Występuje na wysokości do 1300 m n.p.m. Kwitnie od kwietnia do czerwca.